# Liste der Bodendenkmale in Schwaförden
In der Liste der Bodendenkmale in Schwaförden sind die Bodendenkmale der niedersächsischen Gemeinde Schwaförden aufgeführt. Die Quelle ist der Denkmalatlas Niedersachsen.
- Bitte beachten Sie, dass diese Liste keinen Anspruch auf Vollständigkeit erhebt.
- Die Angaben ersetzen nicht die rechtsverbindliche Auskunft der zuständigen Denkmalschutzbehörde.
- Es sind nur Daten aus dem Denkmalatlas verarbeitet.
- Der Stand der Liste ist der 31. Mai 2025.

Schwaförden im Landkreis Diepholz

## Allgemein
In den Spalten finden sich folgende Informationen des Bodendenkmales:
| Lage         | geographische Koordinaten                                                           |
| Bezeichnung  | Bezeichnung lt. Denkmalatlas                                                        |
| Beschreibung | Beschreibung lt. Denkmalatlas                                                       |
| ID           | Objekt-ID                                                                           |
| Bild         | Bild, ggf. zusätzlich mit Link zu weiteren Fotos im Medienarchiv Wikimedia Commons. |

## Mallinghausen
| Lage                      | Bezeichnung                | Beschreibung | ID       | Bild |
| ------------------------- | -------------------------- | --- | -------- | ---- |
| 52° 45′ 9″ N, 8° 53′ 8″ O | Mallinghausen 4, Immenwall | Nicht ganz kreisförmiger Ringwall mit umlaufendem Außengraben von 38 – 40 m Durchmesser. Von Norden nach Süden eine Fahrspur durch den Ringwall. - Wall. Breite 4 – 5 m, 0,5 m hoch. - Graben. Breite 2 m, 0,2 m tief. Lässt sich aufgrund von Form und Größe als Immenwall interpretieren und ist mittelalterlich bis frühneuzeitlich zu datieren. | 49583623 | BW   |

## Schwaförden
| Lage                        | Bezeichnung              | Beschreibung | ID       | Bild |
| --------------------------- | ------------------------ | ------------ | -------- | ---- |
| 52° 43′ 13″ N, 8° 50′ 52″ O | Schwaförden 8, Grabhügel |              | 35614155 | BW   |